# Фёдоров, Вениамин Яковлевич
Вениамин Яковлевич Фёдоров (1828—1897) — председатель Московского цензурного комитета, тайный советник.

## Биография
Родился 23 марта (4 апреля) 1828 года — сын поручика. Воспитывался в Александринском сиротском институте, откуда поступил на медицинский факультет Московского университета.
Со 2 июня 1858 года — секретарь Московского цензурного комитета; с 1 сентября 1865 — чиновник по особым поручениям при Главном управлении по делам печати; занимался составлением ежедневных обозрений периодической печати для Александра II. Участвовал в работе Комиссии при ГУДП по драматической цензуре и театральной  полиции.
C 9 октября 1866 по 19 января 1867 года исполнял обязанности цензора в Санкт-Петербургском цензурном комитете. С 11 апреля 1867 года — цензор Московского цензурного комитета. В 1880 и 1881 годах исполнял обязанности председателя Московского цензурного комитета, 4 марта 1884 года был утверждён председателем комитета; 28 марта 1882 года был произведён в чин действительного статского советника, 1 января 1891 года — в чин тайного советника. Был награждён орденами Св. Владимира 3-й ст. (1879), Св. Станислава 1-й ст. (1885), Св. Анны 1-й ст. (1888).
Летом 1882 года был цензором первого сборника рассказов Антоши Чехонте «Шалость» и не пропустил его.. Позднее А. П. Чехов писал: "все мои отборные рассказы, по московским понятиям, подрывают основы". 
Умер 3 (15) февраля 1897 года.
Жена — дочь А. А. Альфонского, Любовь Аркадьевна (1828—1901).